# Gotfred Johansen
Gotfred Svend Kristian Johansen (Copenhaguen, 4 de maig de 1895 - Egebæksvang, Helsingør, 2 de febrer de 1978) va ser un boxejador danès que va competir en els anys posteriors a la Primera Guerra Mundial. Era pare del lluitador Eigil Johansen.
El 1920 va prendre part en els Jocs Olímpics d'Anvers, on guanyà la medalla de plata de la categoria del pes lleuger, del programa de boxa.